# Leuconitocris juvenca
Leuconitocris juvenca é uma espécie de escaravelho da família Cerambycidae.  Foi descrito por Brancsik em 1914.  É conhecida a sua existência na Tanzânia, África do Sul, a República Democrática do Congo, Moçambique, Zimbabwe, e Zâmbia.

## Subéspecie
- Leuconitocris juvenca capinera (Teocchi, 1989)
- Leuconitocris juvenca juvenca (Brancsik, 1914)